# 労務者 (映画)
『Romusha』（ロームシャ、労務者）は、1973年制作のインドネシア映画。シュマンジャヤ監督。
太平洋戦争中の1942年から1945年にかけて現在のインドネシア地域で、日本当局によって動員されたインドネシア人労働者「ロームシャ）」を題材にしている。日本大使館や現地日本企業の抗議を受けて対日関係悪化を恐れたスハルト政権の方針により、上映が禁じられたと言われる。

## 日本からの圧力
1973年に製作され、公開を予定されていたが、同年5月に上映が中止された。インドネシアに経済協力をしていた日本政府が影響力を行使して止めさせたのではないかと言われ、メディアで対日批判が行われた。
1973年6月に、在インドネシア大使館は日本の外務大臣に宛ててこの映画についての公電を送っていた（内容は不開示）。